# Riama labionis
Riama labionis — вид ящірок родини гімнофтальмових (Gymnophthalmidae). Ендемік Еквадору.

## Поширення і екологія
Riama labionis мешкають в Еквадорських Андах на півночі провінції Котопахі. Вони живуть у вологих гірських тропічних лісах і хмарних лісах, на висоті від 1234 до 1646 м над рівнем моря.

## Збереження
МСОП класифікує цей вид як такий, що перебуває під загрозою зникнення. Riama labionis загрожує знищення природного середовища.